# Javier Delgiudice
Javier Delgiudice (Lima, 24 de julio de 1964) es un actor, director, presentador y administrador de empresas peruano.

## Primeros años
Nacido en Lima, Perú, el 24 de julio de 1964, estudió Administración de empresas en ESAN y Derecho en la Universidad de Lima, pero decidió seguir su carrera de actuación.

## Carrera
Ha trabajado en diversos países como Colombia, México y Perú, participando en producciones como Las noches de Luciana, donde interpretó a José Miguel Escalante, y en telenovelas internacionales como El Zorro (2007), Victoria (2008), y Doña Bella. También presentó el noticiero «Mundo visión noticias» en Perú y condujo el programa «Café contigo», donde entrevistaba a personalidades.
Su formación artística incluye talleres de actuación y canto con maestros como Roberto Ángeles e Isabel Salas, además de participar en talleres de creación de personajes e improvisación. Mientras grababa la telenovela Victoria, también fue parte de la serie Sin retorno, donde actuó en el capítulo Los ejecutivos.

## Vida privada
Es padre de dos hijos, y se encuentra casado con la actriz colombiana Rosemary Bohórquez. Fue, también, pareja sentimental de la exvoleibolista, medallista olímpica y excongresista peruana Cenaida Uribe.

## Filmografía
Su filmografía incluye:
- Escándalo (1997) como Lucas Olson
- Luz María (1998)
- Cosas del amor (1998) como Dr. Germán Salinas
- María Emilia, querida (1999) como Ernesto Falcón
- Milagros (2000)
- Pobre diabla (2000)
- María Rosa, búscame una esposa (2000) como Héctor
- Muerto de amor (2002) como Cura La Fuente
- Polvo enamorado (2003) como abogado[13]
- Todo sobre Camila (2003) como (como Javier Delguidice)
- Demasiada belleza (2003) como Federico
- La mujer de Lorenzo (2003)
- Las noches de Luciana (2004) como José Miguel Escalante
- Merlina, mujer divina (2006) como Julián Carbó
- Trópico (2007) como Ramiro Mendoza
- Victoria (2007) como Gerardo Cárdenas[7][14]
- Sin retorno - Los ejecutivos (2008) como Julián[9]
- Tiempo final (2008)
- Niños ricos, pobres padres (2009) como Guillermo Sanmiguel
- Doña Bella (2010) como Pablo Segovia[15]
- Los herederos del Monte (2011) como Miguel Millán
- Primera dama (2011)
- Las santísimas (2012)
- Mamá también (2012)
- La prepago (203)
- La Madame (2013)
- El día de la suerte (2013)
- Dr. Mata (2014)
- ¿Quién mató a Patricia Soler? (2015)[16]
- ¡Asu mare! 2 (2015)[17]
- Ven, baila, quinceañera (2015)[18]
- Narcos (2015)[19]
- Buscando Nirvana (2017)[20]
- ¡Asu mare! 3 (2018)[21]
- Rosa Mística (2018)[22]
- Princesas (2020)[23]
- Sube a mi nube (2024)[24]